# Monaco Anime Game International Conferences
Monaco Anime Game International Conferences (MAGIC) est un événement organisé chaque année par la société monégasque de production d'animation et de jeux vidéo Shibuya Productions, prenant place au Grimaldi Forum Monaco.

## Histoire
Le MAGIC devait être à l'origine un dîner de gala pour le lancement de la société Shibuya Productions à Monaco. Devant le succès rencontré par l'invitation de différentes stars internationales de la pop culture, les organisateurs ont décidé de créer un événement ouvert au public et entièrement gratuit pour en faire profiter au plus grand nombre. 
La formule démarre en 2015 et est originale. L'entrée de MAGIC est ouverte à un nombre limité de trois mille visiteurs sur inscription. Selon les organisateurs en limitant les places, cela permet de garder un événement à taille humaine ou seuls les plus motivés y anticipent leurs inscriptions et donne par la même occasion l'opportunité aux stars de pouvoir côtoyer leur public de manière bien plus sereine et enthousiasmante. Les entrées restent gratuites pour tous via des préinscriptions sur internet, ce qui donne accès aux invités, des dédicaces et des conférences sur les jeux vidéo, la création graphique et les sujets connexes. Dès la première édition en 2015 le public comme les stars répondent présent.  
Depuis la première édition plusieurs concours ont été organisés. Commençant par le défilé cosplay, puis un concours de création de jeu vidéo avec un prix de cent mille euros d'investissement pour le gagnant, viendra ensuite se greffer un concours de Manga. Pour les organisateurs MAGIC a une fonction claire: promouvoir la Pop Culture dans le monde avec un niveau qualité très supérieur à l'image que s'en font certains comme étant une sous culture. 
Lors de l'édition 2016, le show cosplay se transforme en concours ayant pour nom le MICM pour Magic International Cosplay Masters, avec 15 cosplayeurs invités des quatre coins du monde et un jury toujours très étonnant composé de cosplayeurs professionnels, du gagnant de l'année précédente mais aussi et surtout de personnalités comme Orelsan, le groupe IAM ou Mai Lan.      
Depuis 2017, on peut aussi retrouver le MAGIC International Manga Contest, un grand concours international de manga. Il est ouvert à tous et totalement gratuit avec un jury composé par la direction artistique de Shibuya Productions, et surtout un partenariat unique avec les éditions Shūeisha Inc. Le président du jury étant chaque année un grand mangaka célèbre (en 2017 Nobuhiro Watsuki, l'auteur de Kenshin le vagabond, en 2018 Tite Kubo l'auteur de Bleach et en 2019 Kazuki Takahashi, l'auteur de Yu-Gi-Oh!). 
En 2018, le succès de MAGIC se propage jusqu'en Asie. C'est alors que les autorités Japonaises demandent à Cédric Biscay , président de la société organisatrice (Shibuya Productions), de faire un Magic à Kyoto au Japon. La première édition se déroula le 10 novembre 2018. 
En 2019, les organisateurs décident de répondre à une critique de l'événement d'orienter trop fortement l'événement sur les conférences et ne pas donner plus de place dans le hall du Grimaldi Forum à des stands commerciaux. Selon les organisateurs, ce n'est pas la philosophie de Magic, ils décident donc de ne pas combler ce que certains voient comme leur faiblesse mais de s'appuyer sur leurs forces en rendant les conférences encore plus passionnantes. Ils vont alors créer des conférences d'une autre nature en faisant côtoyer des univers complémentaires et offrir à leur public des moments uniques. C'est ainsi que l'on verra par exemple une conférence entre Leiji Matsumoto et l'astronaute français Jean-François Clervoy pour parler de l'espace entre imaginaire et réalité.

## Éditions

### 2015
- Intitulé : Monaco Anime Game International Conferences.
- Date et lieu : le 21 mars 2015 à l'espace Grimadi de Monaco.
- Invités : Yoshitaka Amano, Yōichi Takahashi[2], Shinji Hashimoto, Yuji Naka, Philippe Buchet, Franck Pitiot, Frédérick Raynal, Eric Chahi, Viktor Kalvachev, le duo Yaneka.
- Invités cosplay : Ayanna, Sikay, Nérine, Léo Bane, Clef, Pichu, Ivy, Arlek1, Kirae, Nikita.
- Visiteurs : 2000 (entrée gratuite avec pre-inscription sur le net).
- Un concours de création de jeux vidéo doté de 100 000 euros d'investissement[3] a vu le jeu 'Léon' récompensé.

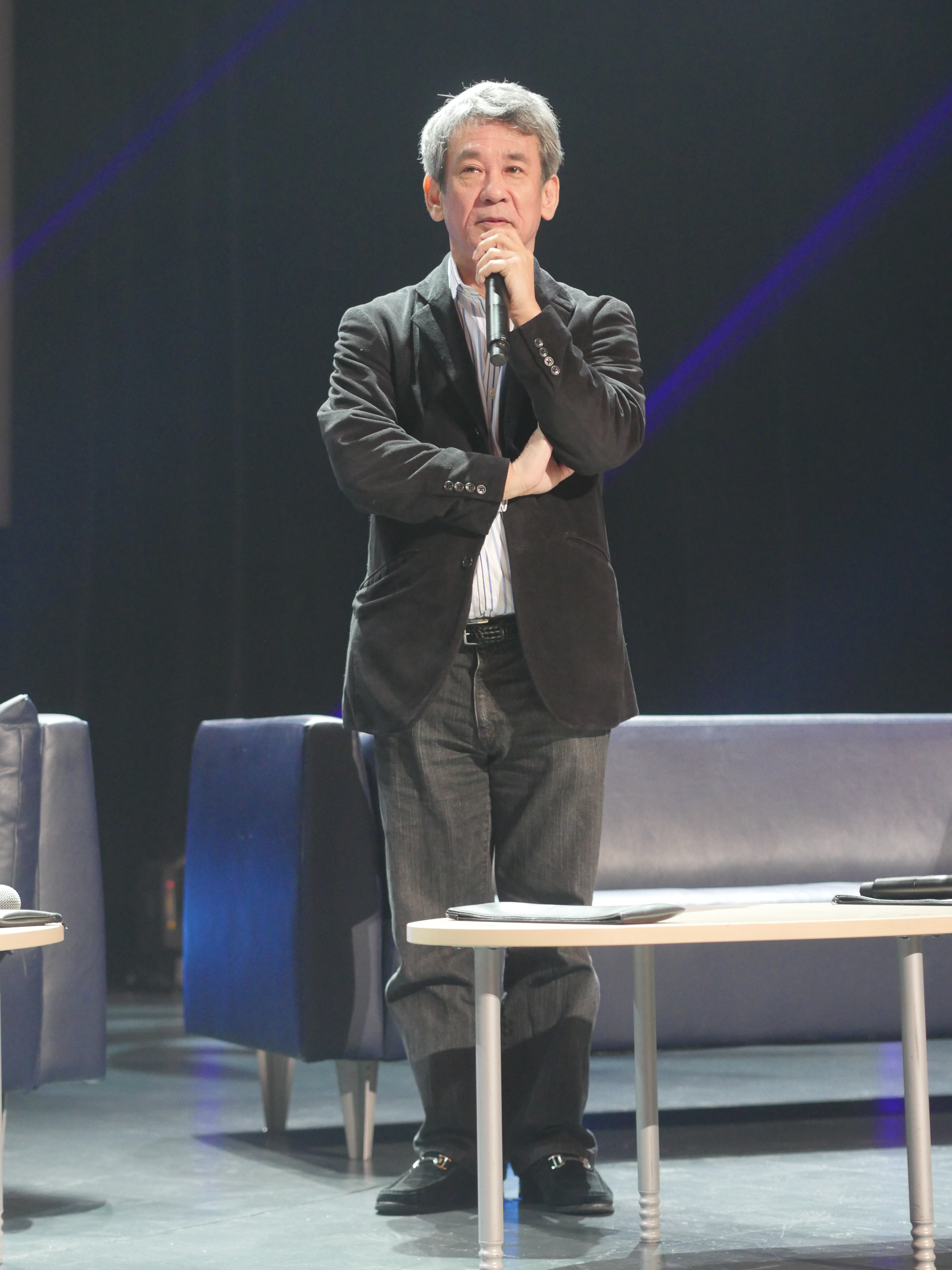
Conférence Final Fantasy par Shinji Hashimoto.
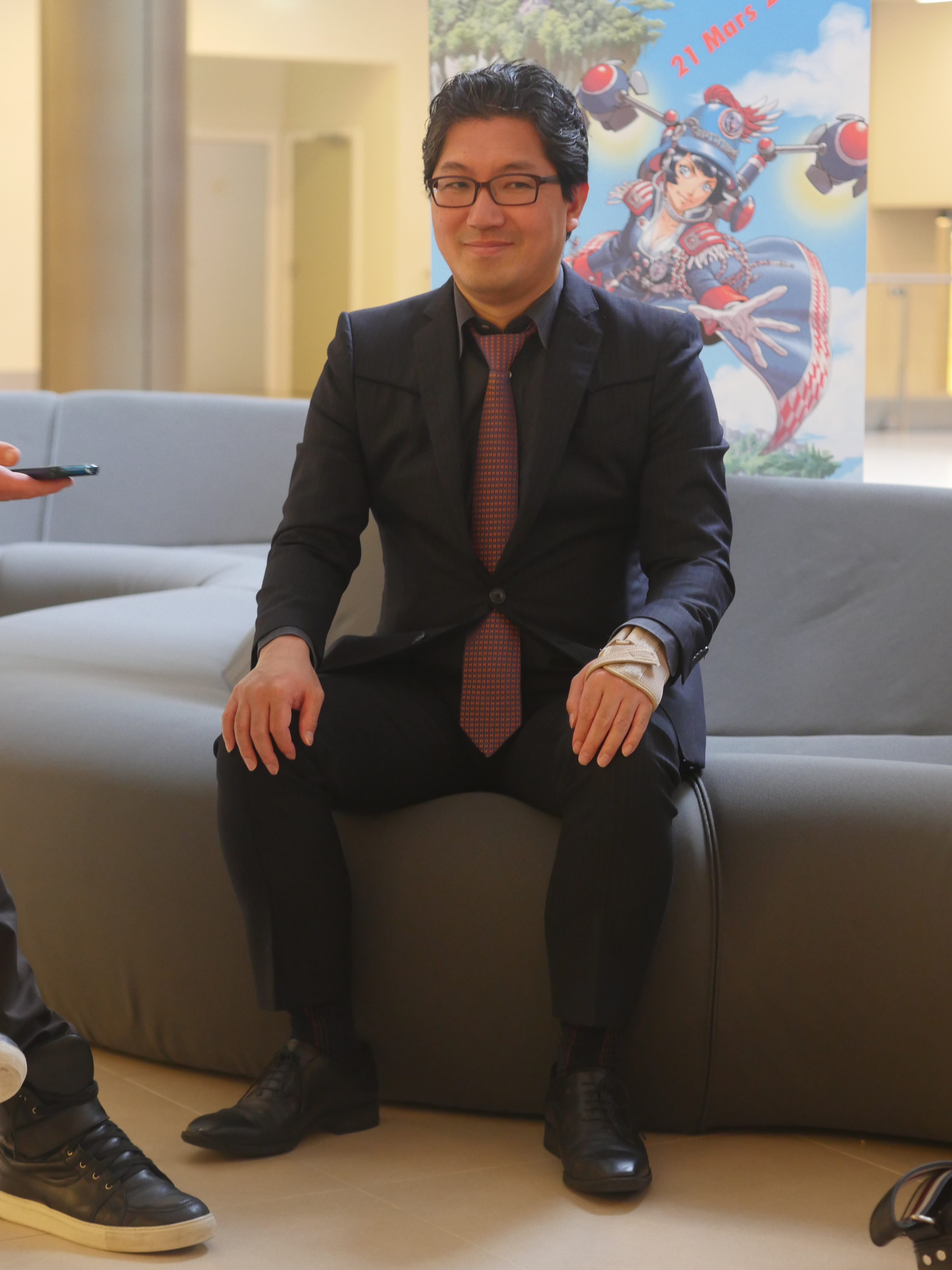
Yuji Naka lors d'une interview au Magic.
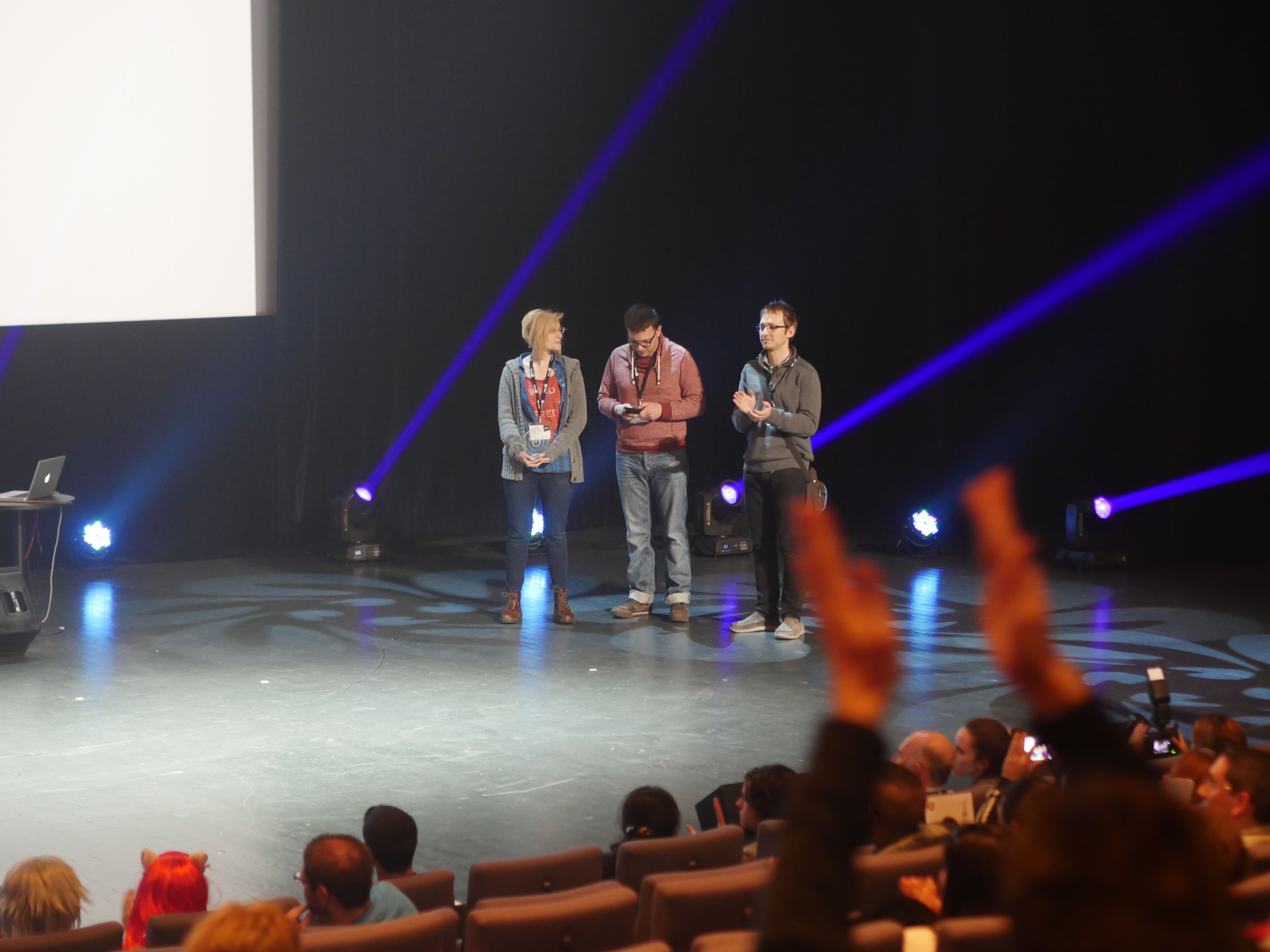
Remise des prix du concours de jeux vidéo.
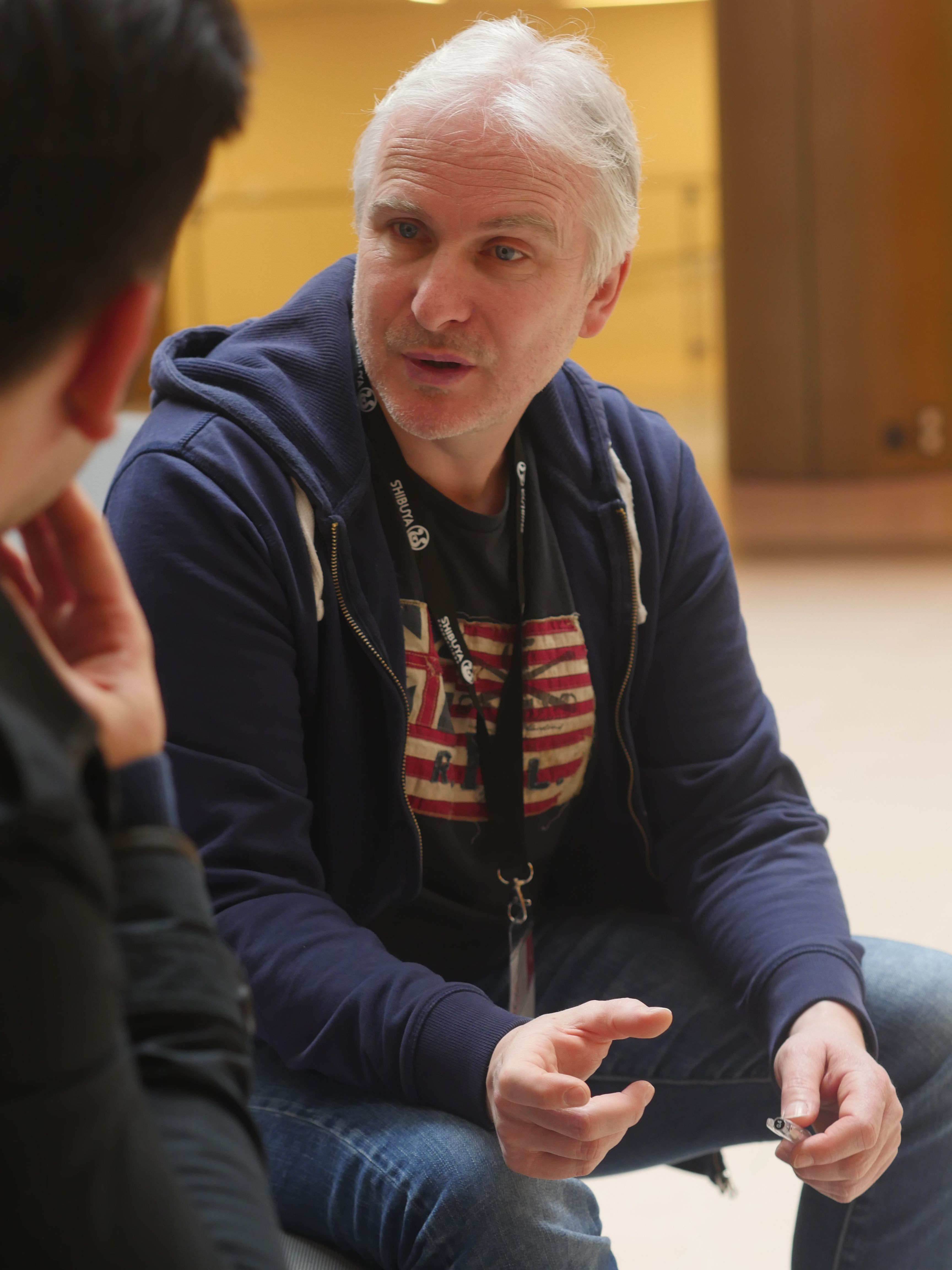
Franck Pitiot lors d'une interview au Magic.
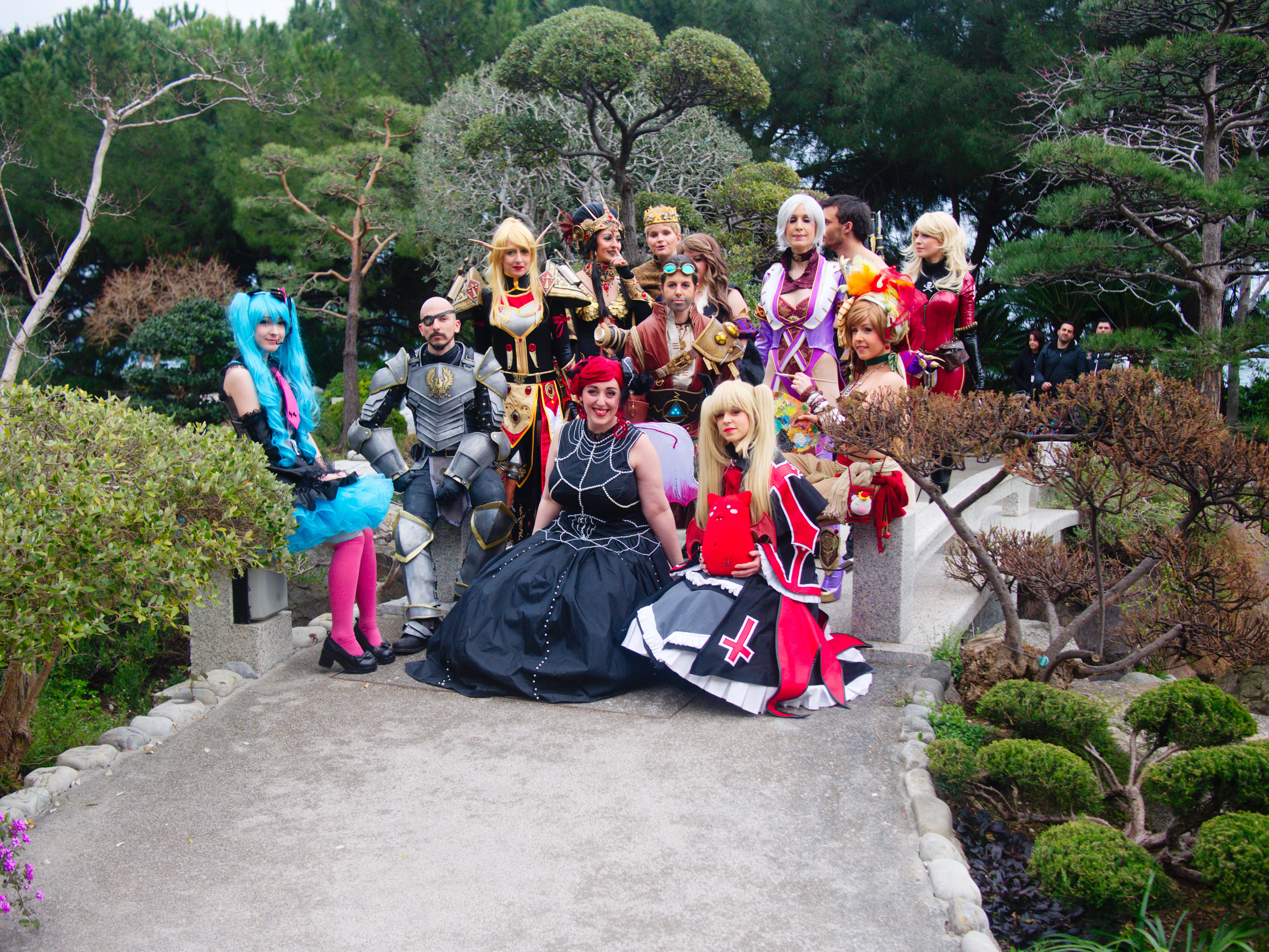
Certains cosplayeurs des shows et Concours Cosplay.
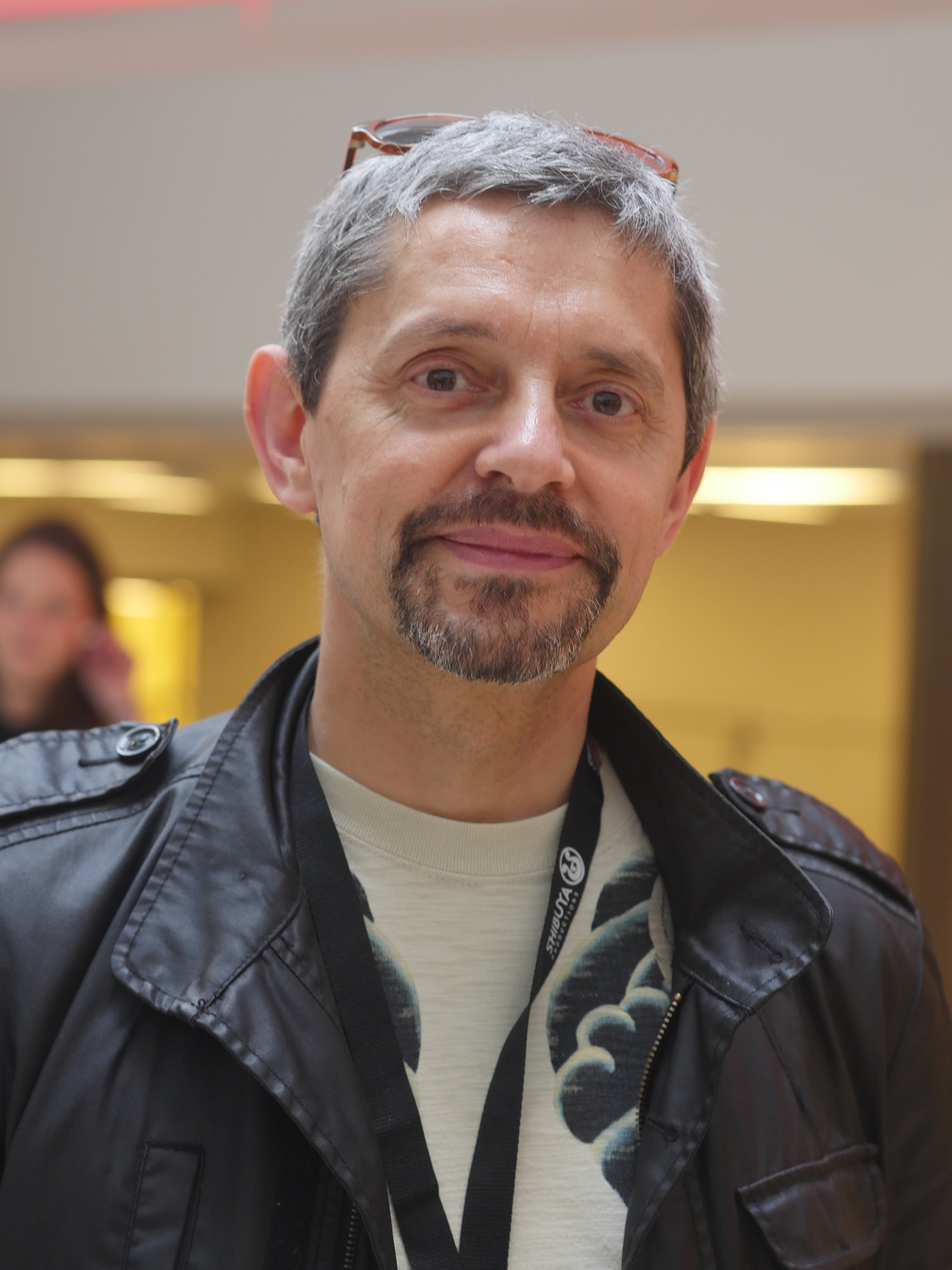
Philippe Buchet
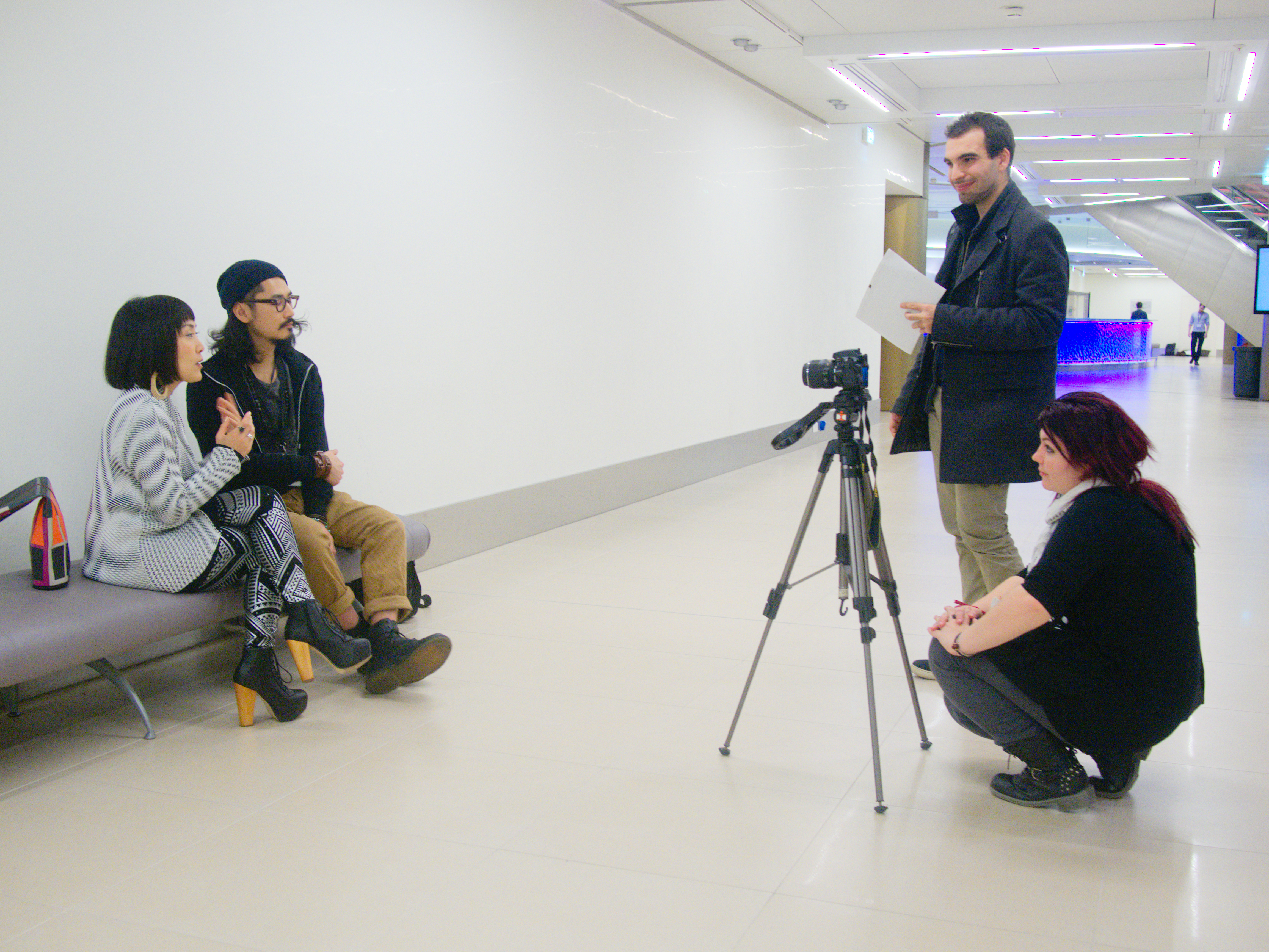
le duo Yaneka lors d'une interview par le Yatta magazine.

### 2016
- Intitulé : Monaco Anime Game International Conferences.
- Date et lieu : le 27 février 2016 à l'espace Grimadi de Monaco.
- Invités[4] : Buichi Terasawa, Yu Suzuki, John Romita Jr, Mark Millar, David Lloyd, Didier Tarquin, Paul Haggis, Ben Cross, Viktor Kalvachev, Kavinsky, Christophe Héral, Raoul Barbet
- Invités cosplay : Stylouz, Nérine, Léo Bane, Clef, Pichu, Ivy, Ladylili, Orena, Ju Tsukino, Blossom of Faelivrin, Leon Chiro, Nadia SK, Lilith, Nad, LucioleS, Mini Nene
- Visiteurs : 2000 (entrée gratuite avec pre-inscription sur le net).
- Un concours de création de jeux vidéo doté de 100 000 euros d'investissement a vu le jeu 'Epic Loon' récompensé[5].

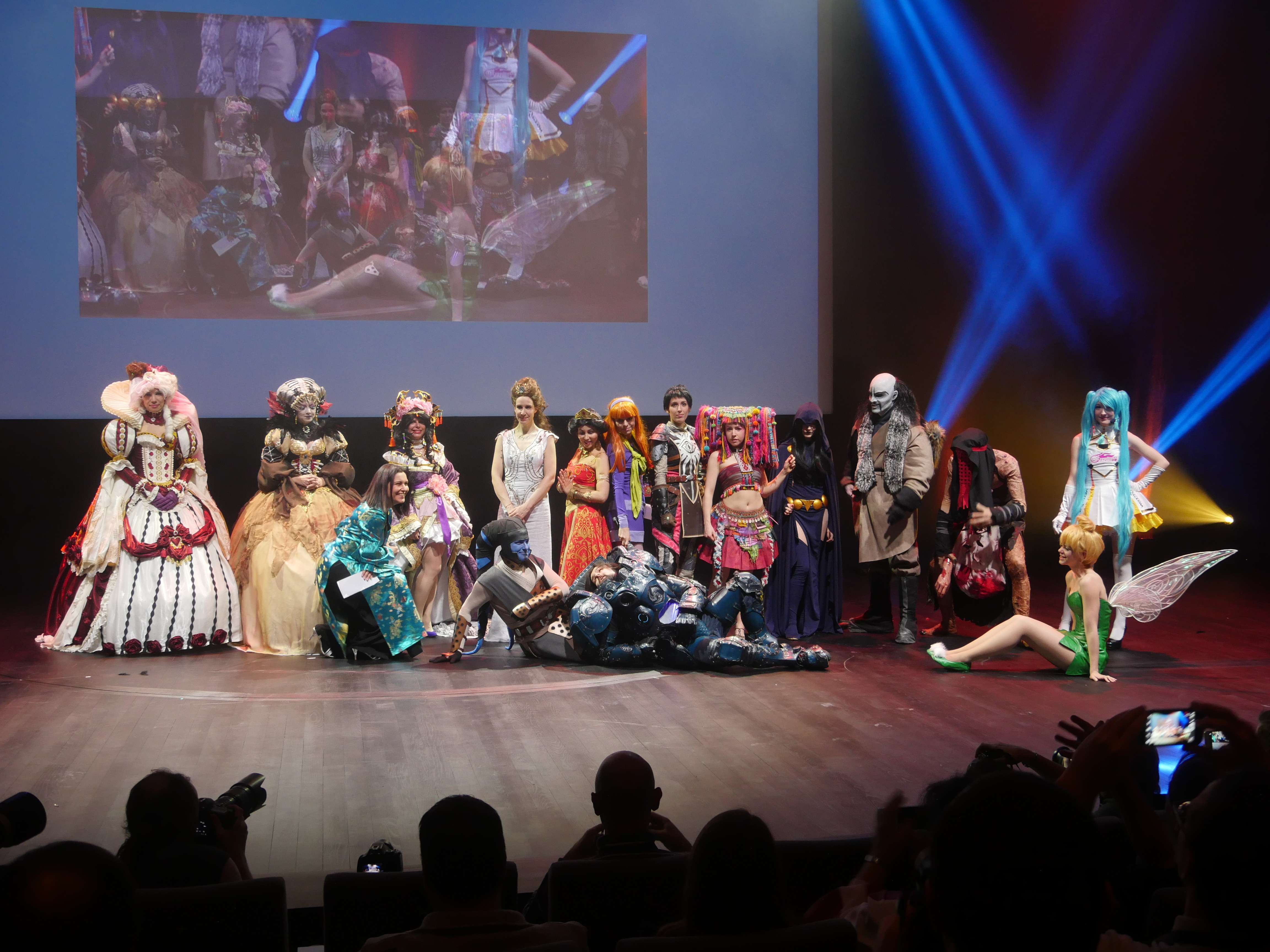
Les participants du Concours Cosplay International
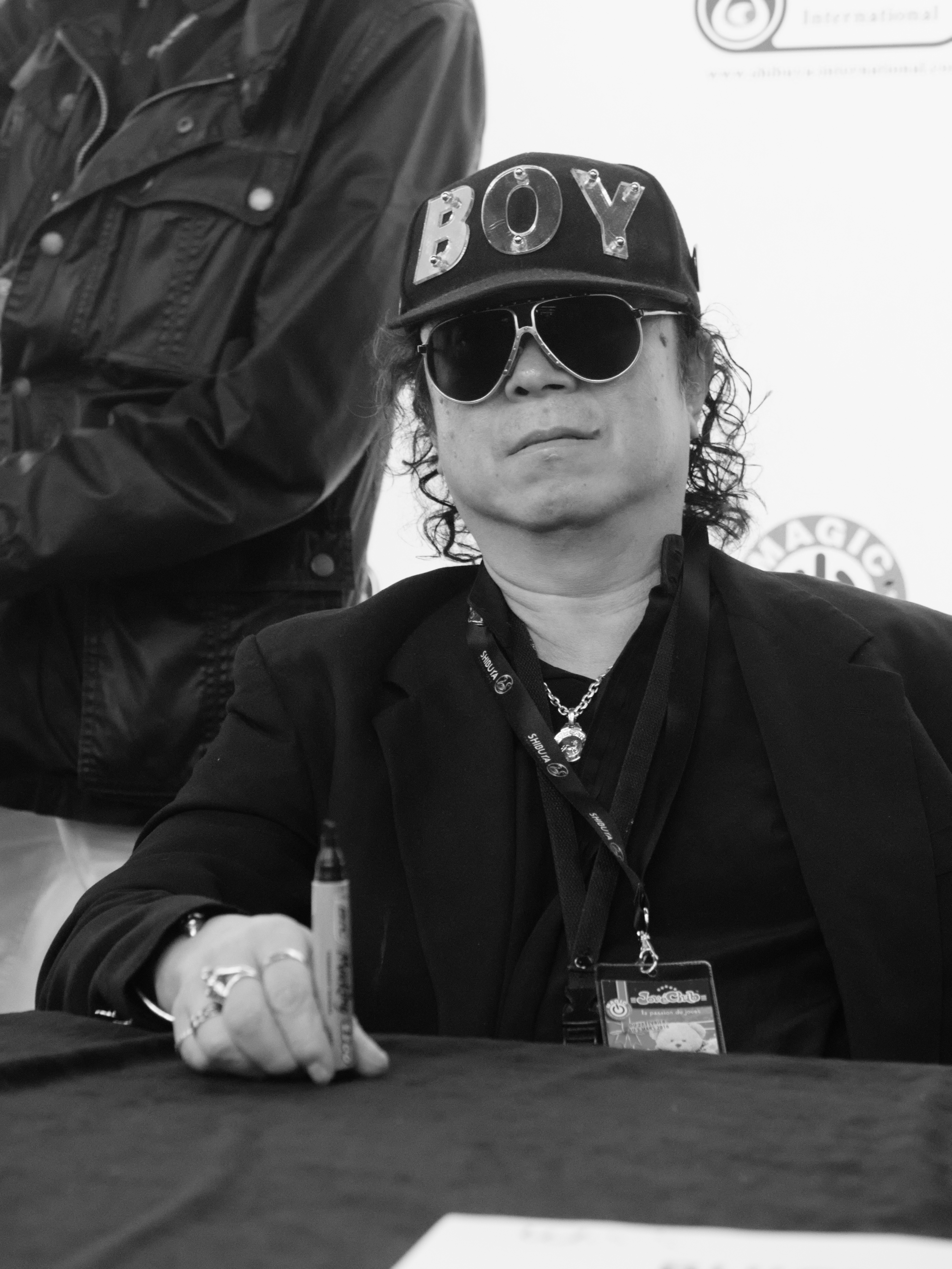
Buichi Terasawa
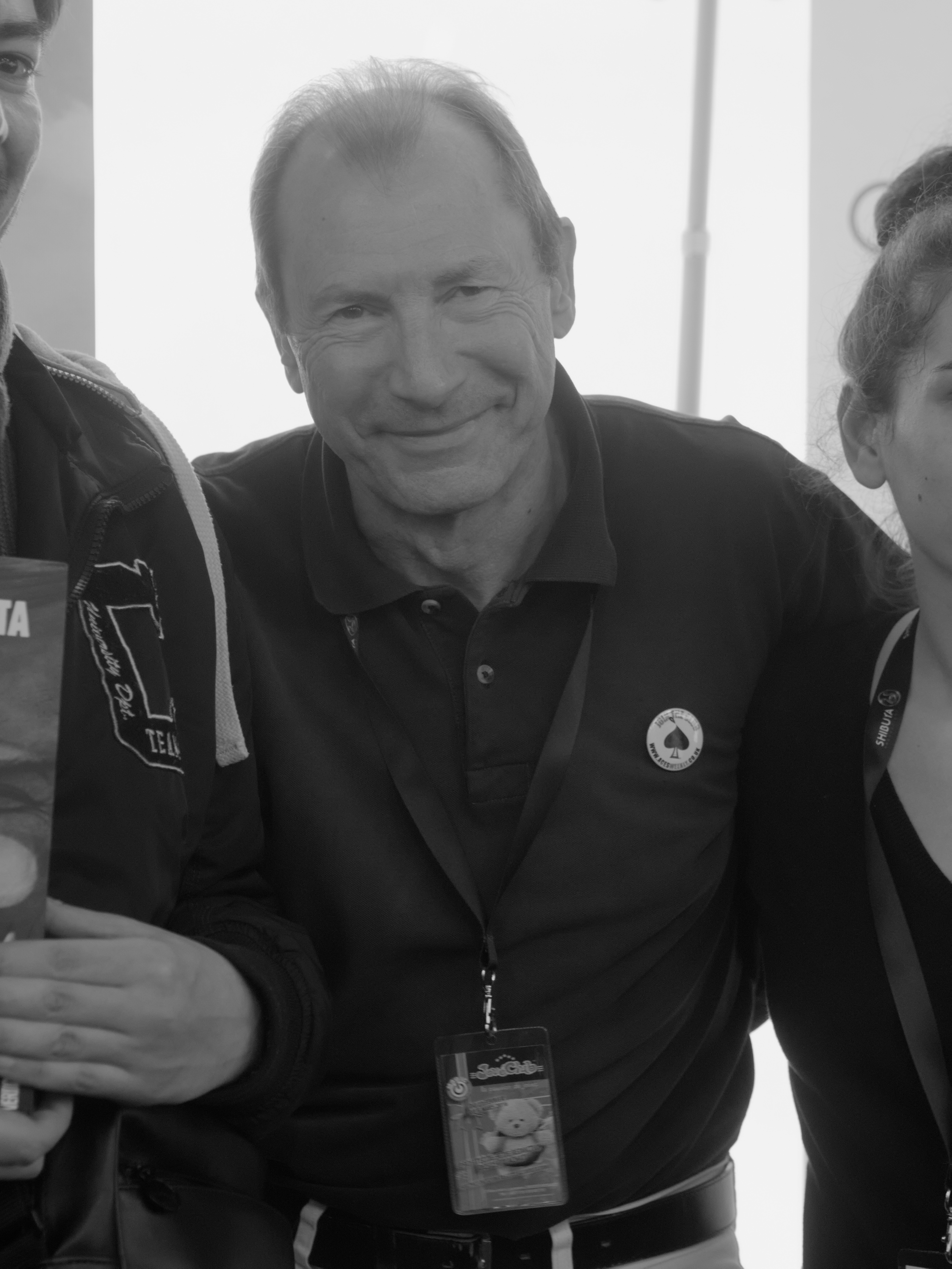
David LLoyd
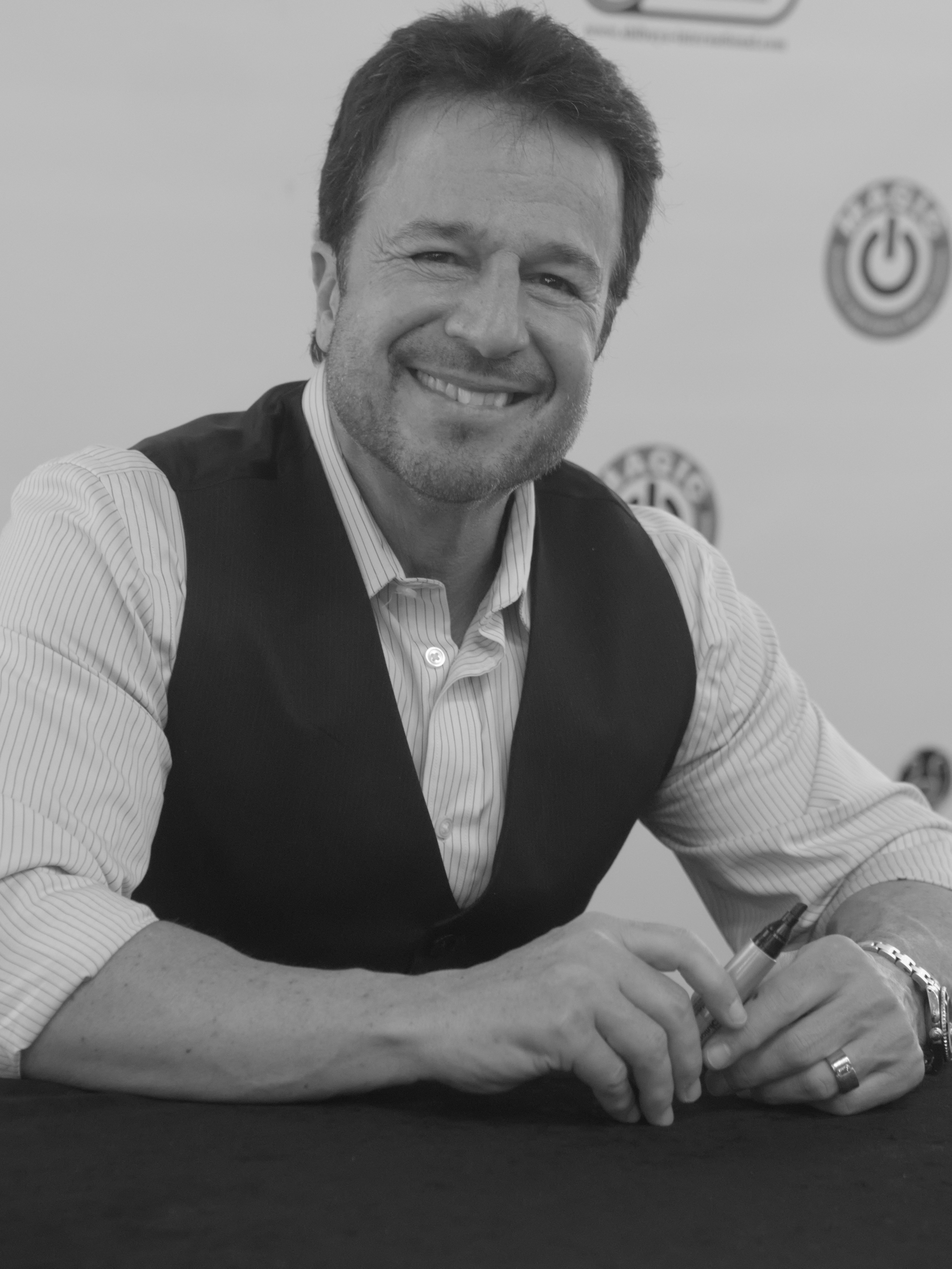
John Romita Junior
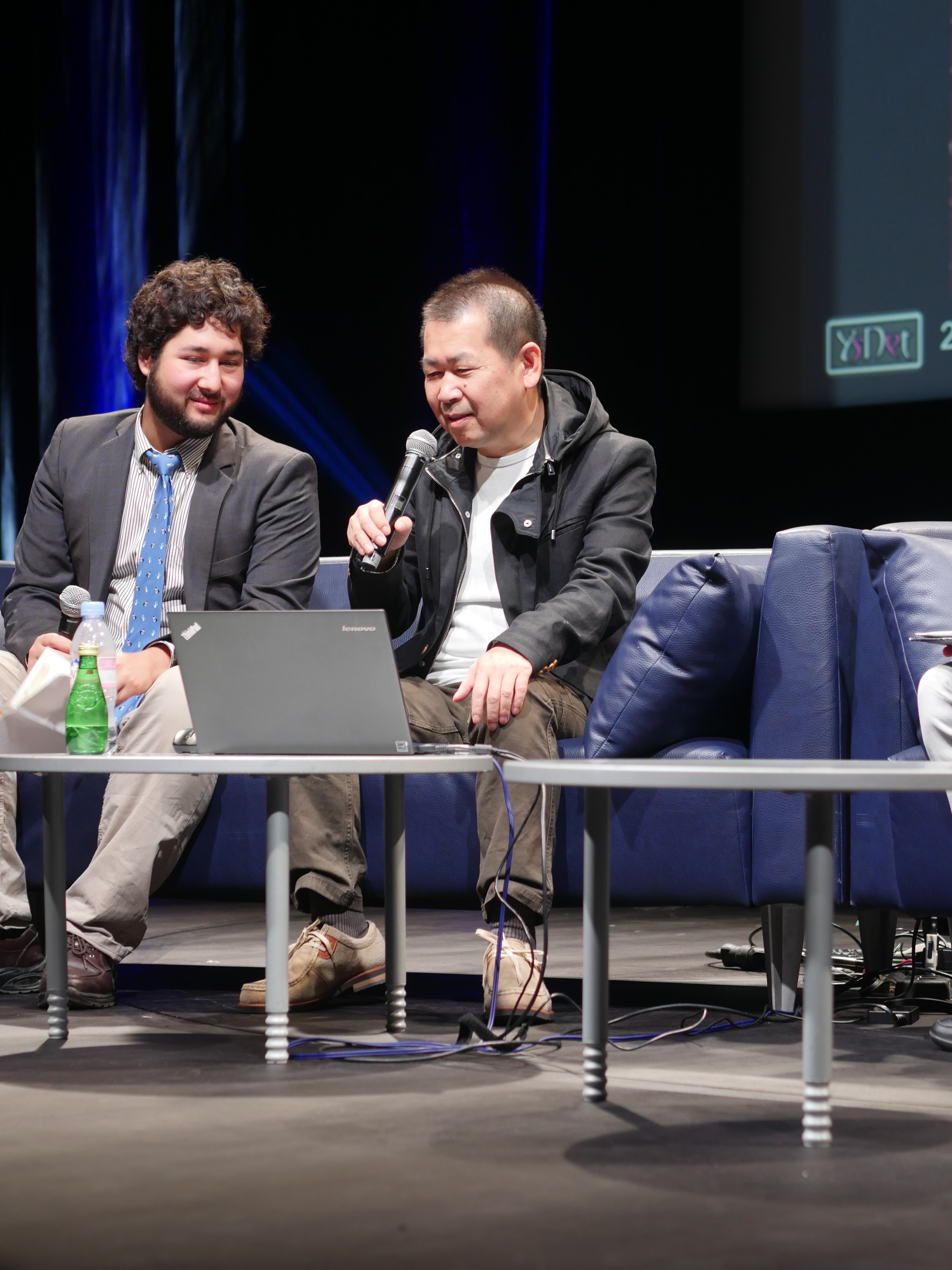
Yu Suzuki

### 2017
- Intitulé : Monaco Anime Game International Conferences.
- Date et lieu : le 18 février 2017 à l'espace Grimadi de Monaco.
- Invités Mike Mignola, Tetsuya Nomura, Michel Ancel, Giancarlo A. Mori, David Hart, Yoshihisa Heishi, Shuhei Hosono[6].
- Invités cosplay : Nadia, Robin, Arlek1, Mellu, Mucha, Germia, Nightcold, Nadia SK, Santatory, Cynthia Cos, PAPA, Illyne, Florencia Sofen, Aldarion, Iloon, Symphonia[6].
- Visiteurs : 2000 (entrée gratuite avec pre-inscription sur le net).
- Un concours de création de jeux vidéo doté de 100 000 euros d'investissement.
- Un concours de manga.

### 2018
- Intitulé : Monaco Anime Game International Conferences.
- Date et lieu : le 24 février 2018 à l'espace Grimadi de Monaco.
- Invités : Yu Suzuki,  Yoji Shinkawa, Bill Sienkiewicz, Jordan Mechner , Colleen Doran, Philippe Moreau, Hiroyuki Nakano, Shuhei Hosono, Jacky, Karen Green, Oskar Guilbert
- Invités cosplay : Kinpatsu, Horo van Kaida, Aldarion, Okkido, Alisyuon, Dragoon Cos', Danielle Vedovelli, Mucha, Ali, Kitana, Kotori, Misa Chiang, Mowky, Leelo Kris, My Reality, Lady Lemon
- Visiteurs : 3000 (entrée gratuite avec préinscription sur le net).
- Un concours de création de jeux vidéo doté de 100 000 euros d'investissement.
- Un concours de manga.

### 2019
- Intitulé : Monaco Anime Game International Conferences.
- Date et lieu : le 9 mars 2019 à l'espace Grimadi de Monaco.
- Invités : Yu Suzuki, Leiji Matsumoto, Kazuki Takahashi, Christophe Lambert, Wesley Snipes, Chris Claremont, Jimmy Palmiotti, Amanda Conner, William Simpson, Jean-François Clervoy, Didier Tarquin, Lyse Tarquin, Jacky, Karen Green,
- Invités cosplay : Angelica Elfic, Banana Cospboys, Tenkou, Haikucosplay, Molecular Agatha, Rian CYD, Calypsen, Pretzl Cosplay, Anastasya Zelenova, Yurai, Naythero, Adami Langley, Tina Kinz
- Visiteurs : 3000 (entrée gratuite avec préinscription sur le net).
- Un concours de manga.